# انجر (همدان)

تعديل مصدري - تعديل

انجر هي إحدى قرى عزلة ربع همدان بمديرية همدان التابعة لمحافظة صنعاء، يبلغ تعداد سكانها 40 نسمة حسب تعداد اليمن لعام 2004.